# Список найвищих будинків Ізраїлю
Список найвищих будинків Ізраїлю —- перелік 25 найвищих збудованих будинків країни.
Список не включає в себе спостережні вежі, радіомачти, димові труби та подібні об'єкти. Висота будинку вираховується від основи будинку до найвищих архітектурних, або невід’ємних структурних елементів будинку.
На сьогоднішній день найвищим будинком Ізраїлю є Азріелі Сарона в Тель-Авіві.

## Найвищі будинки Ізраїлю

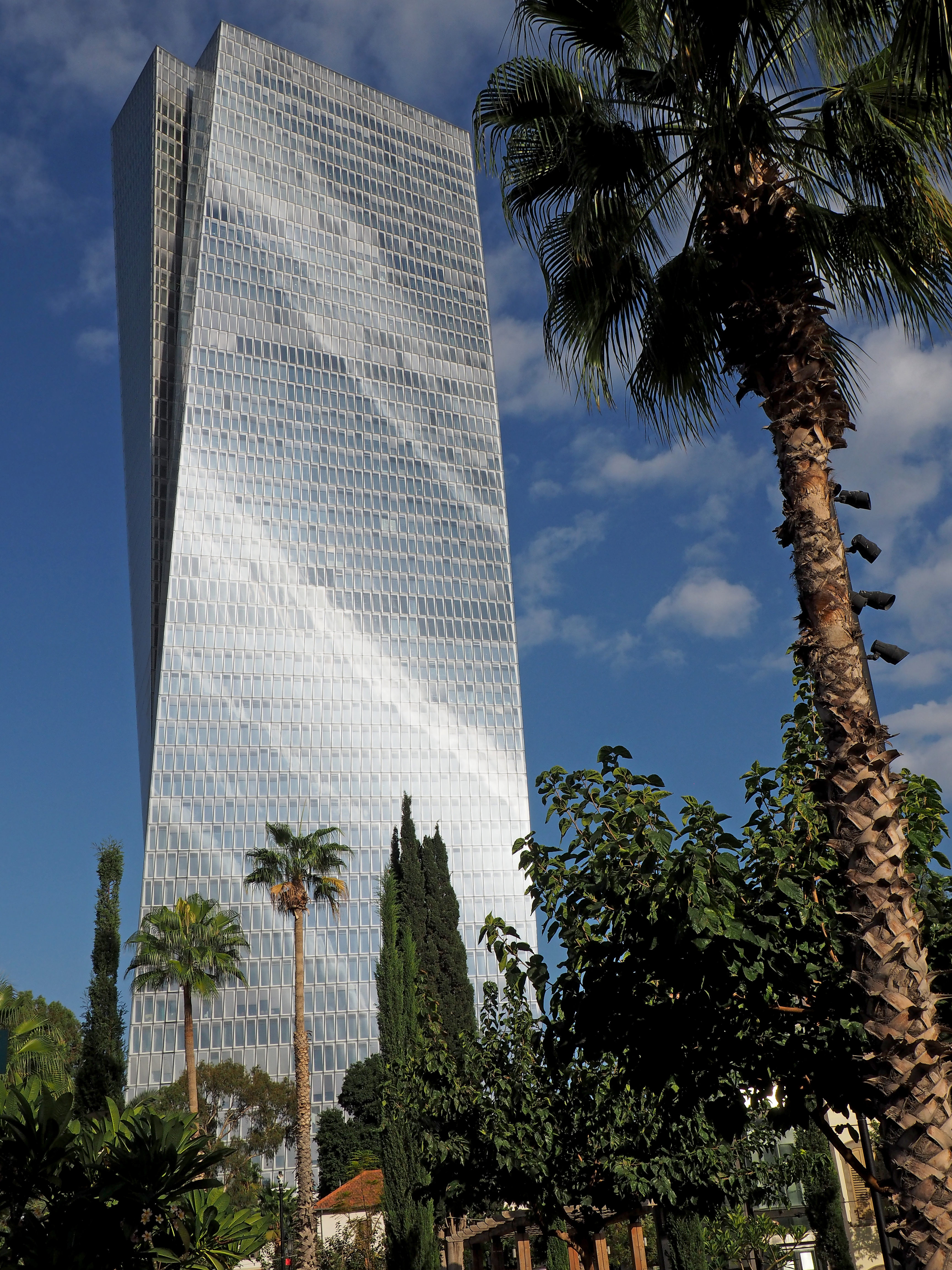
Азріелі Сарона, найвищий будинок Ізраїлю.

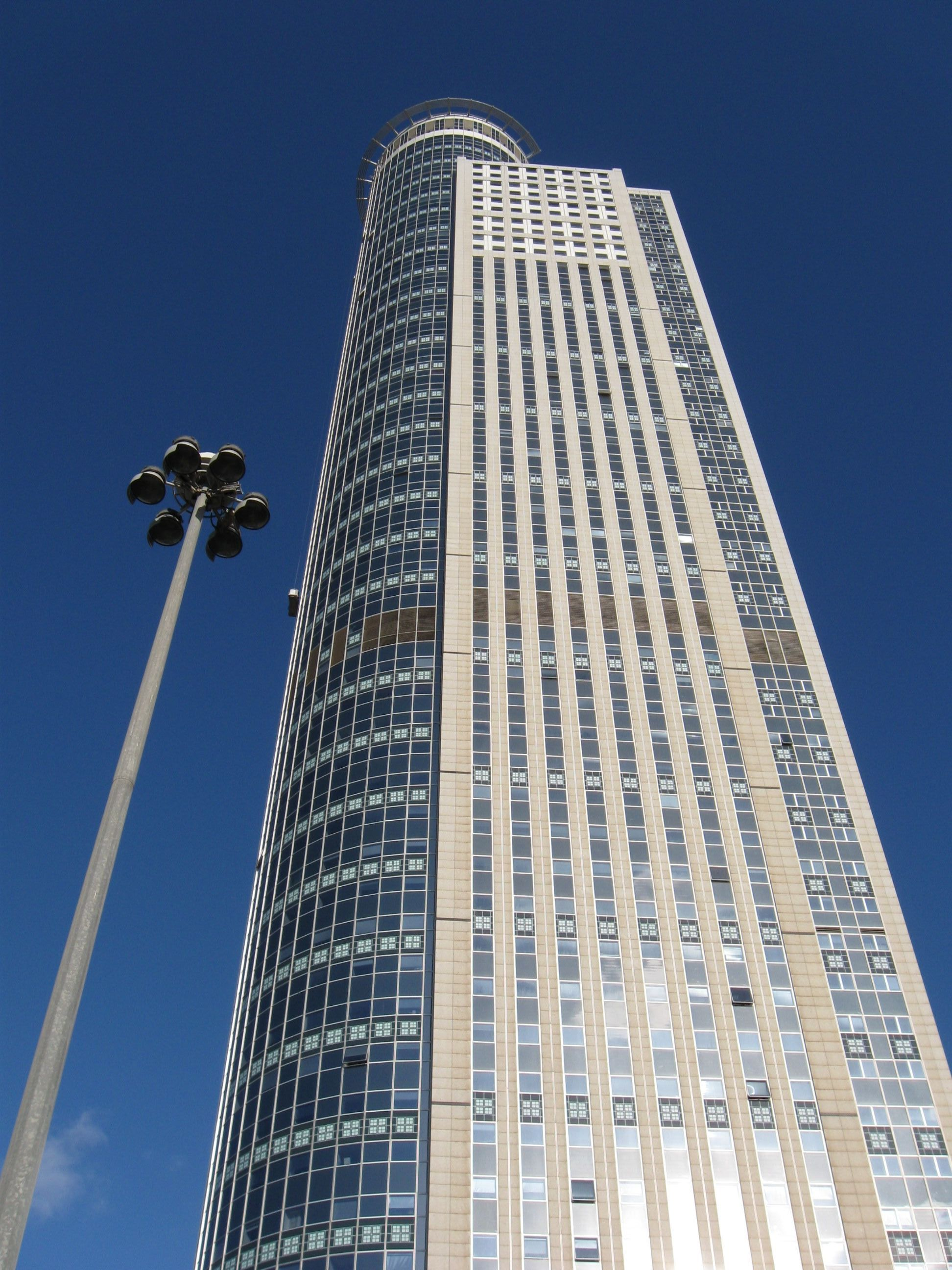
Моше Авів

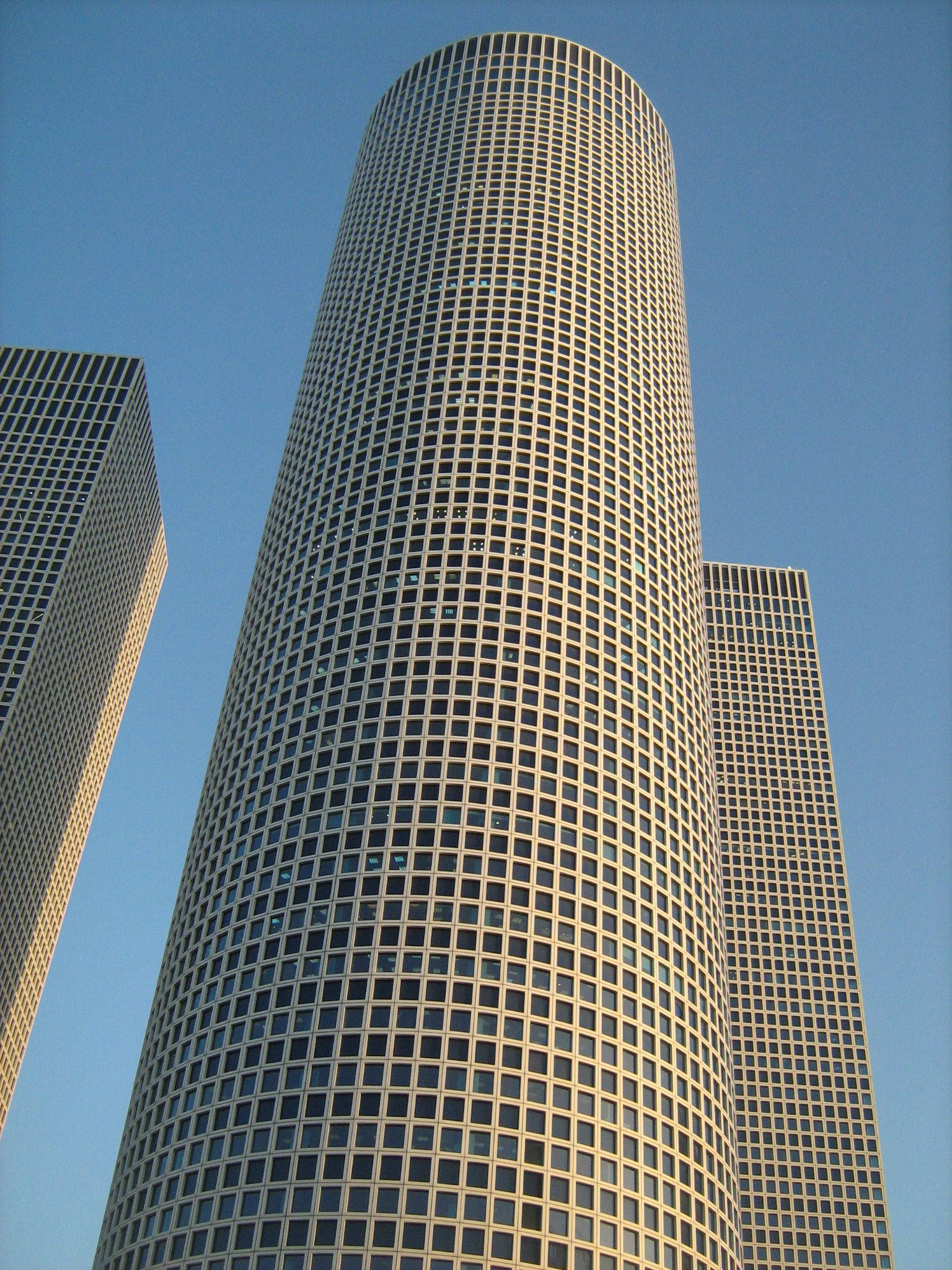
Центр Азріелі Кругла вежа, найвищий будинок Тель-Авіву, та другий за висотою Ізраїлю.

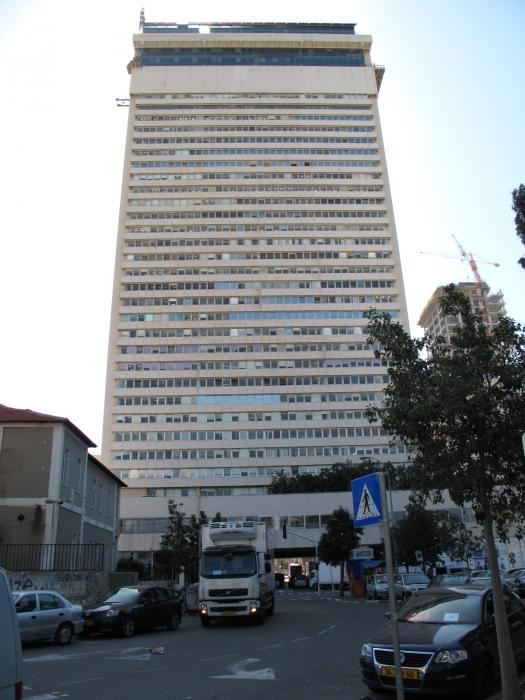
Башта Шалом Меїр, перший хмарочос Ізраїлю.

| №   | Назва                            | Місце знаходження | Висота  | Поверховість | Рік  | Примітки |
| --- | -------------------------------- | ----------------- | ------- | ------------ | ---- | --- |
| 1   | Азріелі Сарона                   | Тель-Авів         | 238.5 м | 61           | 2017 | |
| 2   | Моше Авів                        | Рамат-Ґан         | 235 м   | 68           | 2001 | |
| 3   | Центр Азріелі Кругла вежа        | Тель-Авів         | 187 м   | 49           | 1999 | Найвищий ресторан країни знаходиться на 49 поверсі башти                                                         |
| 4   | Sheraton City Tower              | Рамат-Ґан         | 170 м   | 37           | 2000 | В будинку відсутній 13 поверх та кімната під номером 13                                                          |
| 5   | Центр Азріелі Трикутна вежа      | Тель-Авів         | 169 м   | 46           | 1999 | [ 4 ] |
| 6   | Elco International Tower         | Тель-Авів         | 165 м   | 45           | 2011 | Третій за висотою хмарочос Тель-Авіва.                                                                           |
| 7   | Вежа Кір'я                       | Тель-Авів         | 158 м   | 42           | 2005 | [ 6 ] |
| 8   | W-Tower                          | Тель-Авів         | 156 м   | 46           | 2009 | [ 7 ] |
| 9   | Центр Азріелі Квадратна вежа     | Тель-Авів         | 154 м   | 42           | 2007 | [ 8 ] |
| 10  | Ayalon Tower                     | Рамат-Ґан         | 150 м   | 35           | 2008 | [ 9 ] |
| 11  | Neve Tzedek Tower                | Тель-Авів         | 144 м   | 44           | 2007 | [ 10 ] |
| 12= | Башта Шалом Меїр                 | Тель-Авів         | 142 м   | 34           | 1965 | Перший хмарочос Ізраїлю та найвищий будинок країни до 1999 року.                                                 |
| 13= | Ю Тель-Авів 2                    | Тель-Авів         | 142 м   | 41           | 2007 | [ 12 ] |
| 14  | Tel Aviv Towers                  | Тель-Авів         | 140 м   | 42           | 2007 | Башти-близнюки.                                                                                                  |
| 15  | Marganit Tower                   | Тель-Авів         | 138 м   | 17           | 1987 | Був другим за висотою будинком країни після завершення будівництва. Більшість висоти будинку складає його шпиль. |
| 16  | Вітрило                          | Хайфа             | 137 м   | 29           | 2002 | Найвищий будинок Хайфи.                                                                                          |
| 17  | Башта Першого Міжнародного Банку | Тель-Авів         | 132 м   | 32           | 2009 | [ 17 ] |
| 18= | Башта Банку Дисконт              | Тель-Авів         | 130 м   | 30           | 2006 | [ 18 ] |
| 19= | IEC Tower                        | Хайфа             | 130 м   | 30           | 2003 | Другий за висотою хмарочос Хайфи.                                                                                |
| 20  | Ю Тель-Авів 1                    | Тель-Авів         | 128 м   | 39           | 2007 | [ 20 ] |
| 21  | Levinstein Tower                 | Тель-Авів         | 125 м   | 33           | 2000 | [ 21 ] |
| 22  | Вежі Цемерет                     | Тель-Авів         | 123 м   | 34           | 2002 | Комплекс хмарочосів однакової висоти.                                                                            |
| 23  | BSR Tower 2                      | Тель-Авів         | 121 м   | 30           | 2004 | [ 23 ] |
| 24  | Savyon Tower                     | Рамат-Ґан         | 119 м   | 34           | 2007 | [ 24 ] |
| 25  | Діамантова вежа                  | Рамат-Ґан         | 115 м   | 32           | 1992 | [ 25 ] |
| 26  | Gibor Sport House                | Рамат-Ґан         | 114 м   | 29           | 2000 | [ 26 ] |